# Le Baiser à la Relique
Le Baiser à la Relique est un tableau du peintre espagnol Joaquín Sorolla réalisé en 1893. C'est une peinture à huile sur toile de 103,5 × 122,5 cm.
Il représente le moment où des personnes se rassemblent dans une chapelle latérale de l'église Saint-Paul (occupé actuellement par l'Institut Lluís Vives de Valence) pour baiser une relique. Avec ce tableau, Sorolla obtint en 1893 la médaille de troisième classe du Salon de Paris, en 1894 la médaille de deuxième classe de l'Exposition internationale de Vienne et la première médaille de l'Exposition d'Art espagnol de Bilbao.
Il est exposé au musée de Beaux-Arts de Bilbao.